# Rue Labat
La rue Labat est une rue du 18e arrondissement de Paris, située dans le quartier de la Goutte-d'Or et celui de Quartier de Clignancourt
.

## Situation et accès
Elle a été percée en diagonale pour une meilleure irrigation du terrain.

## Origine du nom
La rue tire son nom de celui d'un ancien propriétaire local, Achille-Vital Labat (né en 1819 à Paris), artiste-peintre et adjoint au maire de Montmartre, puis maire du 18e arrondissement.

## Historique
Cette voie, de l'ancienne commune de Montmartre, a été ouverte en 1843, entre la rue des Poissonniers et la rue Custine, sur les terrains d'Achille Labat qui la fit paver à ses frais. Ce domaine de 5 hectares qui s'étendait entre les rues Marcadet, des Poissonniers, Ramey et le Château Rouge comprenait un hôtel construit en 1663 qui était situé au 71 rue Marcadet. Ce domaine appartint à diverses personnes puis après 1800 à Jean Labat inspecteur des carrières, enfin à son fils Achille Labat maire de Montmartre après 1871.
Outre la rue Labat, rues furent ouvertes sur ce terrain en 1843, la rue Lévisse (boulevard Barbès), la  rue Neuve-de-Clignancourt, tronçon de la rue de Clignancourt et la rue rue Neuve-Labat (rue Simart).
Cette partie a été classée dans la voirie parisienne par un décret du 23 mai 1863 et a pris la dénomination de  rue Labat par un arrêté du 2 avril 1868.
Elle est prolongée par un arrêté du 27 juillet 1869, entre la rue Custine et la rue Bachelet en absorbant la rue Biron dont il ne reste plus que la dernière partie constituée par un escalier.

### Anecdote
Une erreur de transcription tend à faire croire que cette rue est citée dans la chanson L'Accordéoniste, d'Édith Piaf, composée par Michel Emer. En fait il n'en est rien, la chanson en question parle d'une rue dont le nom n'est pas précisé, c'est simplement « la rue là-bas ».